# Eigenarenmonument plantage Osembo en Ongelegen

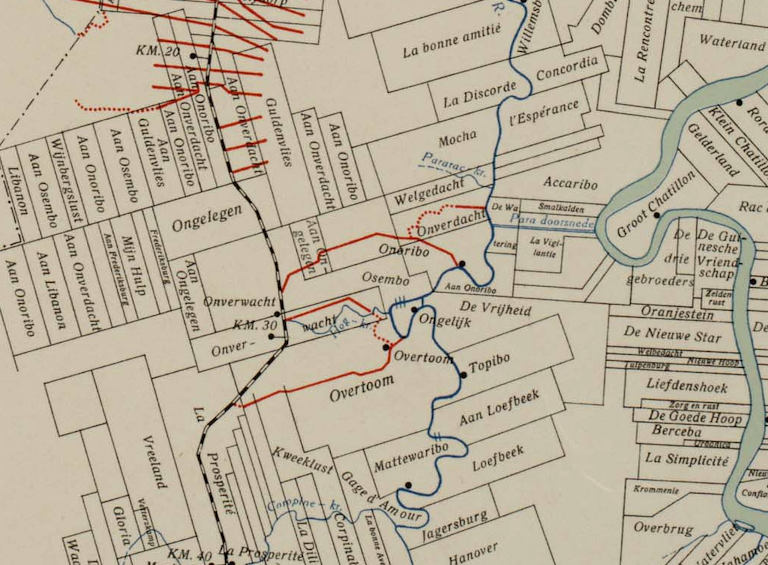
Ligging van plantage Osembo en Ongelegen in Para. Uitsnede van de kaart van L.A. Bakhuijs en W de Quant (1930)

Het Eigenarenmonument van de plantage Osembo en Ongelegen is op 15 februari 2020 onthuld en ingewijd door de voorzitter van het plantagebestuur Edo Eeger. Het monument is een herinnering aan de voormalige slaafgemaakten die de houtplantage Osembo en Ongelegen hebben gekocht op 17 februari 1893.

## Monument
Het monument staat op een ronde, roodgeschilderde verhoging. Daarop staan vier Korinthische zuilen die een zeshoekig betonnen plateau dragen. Het basement is donkergrijs geschilderd. De zuilen zijn wit en de kapitelen zijn verguld. Aan het plateau zijn zwarte hardstenen plaquettes bevestigd waarin met gouden letters de volgende tekst is gegraveerd: Plantage Osembo en Ongelegen gekocht 1893. Daaronder zijn de namen van de 31 kopers gegraveerd, waaronder leden van de families Denswil, Ravenberg, Pengel, Gravendam, Vijent, Kensenhuis, Gravenbeek, Linger, Kensmil en anderen.

## Whesimbo
De houtgronden Osembo en Ongelegen liggen aan de Pararivier en worden doorkruist door de voormalige Landsspoorweg. In 1894 had Osembo 64 inwoners. In  de volksmond wordt de plantage Whesimbo genoemd. De voorouders van de huidige bewoners hebben onderling een swerie (eed) afgelegd waarin ze beloven dat ze de gronden die ze in 1893 hebben gekocht nooit zullen verkopen. Elke familie heeft een vertegenwoordiger in het plantagebestuur. Op de boedelgrond van Osembo en Ongelegen kan geen akte worden verleend zonder dat het bestuur c.q. de mede-eigenaren daarvoor toestemming hebben verleend.
De huidige omvang van de plantage is minder groot dan in 1893. Aan het begin van de 20e eeuw is grondgebied verkocht aan de overheid voor de aanleg van het eerste gedeelte van de Landsspoorweg tussen Paramaribo en Onverwacht. De aanleg was van belang voor het vervoer van personen en voor het hout van de plantages. De American Bauxite Company kocht in 1915 plantagegrond voor de ontginning van bauxietlagen. In 1959 is een strook grond onteigend ten behoeve van de infrastructuur voor de aanleg van het Brokopondostuwmeer.
De belangrijkste taken van het plantagebestuur zijn het beheer van de grond, het verdedigen van de collectie eigendomsrechten en de  bevordering van de economische ontwikkeling van het gebied. Zij draag ook zorg voor cultureel-historische verworvenheden en organiseert activiteiten om de sociale cohesie te bewaren, zoals de jaarlijkse herdenkingsbijeenkomst.